# Sitalcina californica
Sitalcina californica is een hooiwagen uit de familie Phalangodidae.